# Victoire-Félicie Bailliot
Victoire-Félicité, dite Victorine Bailliot, comtesse de Béhague, est née le 11 avril 1807 à Paris, ville où elle est morte le 10 juin 1885 dans le VIIe arrondissement.

## Biographie
Elle est l'unique héritière de son père Claude Bailliot (1771-1836), agent de change, conseiller général de Seine-et-Marne, député de Melun en 1828 et pair de France en 1834, et d'Anne-Victoire Foncier (1785-1858), fille de Edmé-Marie Foncier, bijoutier et négociant à Paris.
Le 7 mai 1825, elle épouse à Paris Amédée, 1er comte de Béhague (1803-1884).
Le couple a deux enfants : Octave (1827-1879) et Valentine, Mme de Jouffroy-Gonsans, puis Mme Paul de Sauvan d'Aramon (1829-1902). Les époux sont séparés de biens en 1858.
La comtesse demeure alors 12, rue de Poitiers (Paris, VIIe).
Puis, en 1866-1867, elle fait construire par Hippolyte Destailleur, 24 avenue Bosquet (Paris, VIIe), dans un quartier alors en pleine expansion, un hôtel de style Louis XV, construit parallèlement à l'avenue et relié à celle-ci par un vestibule vitré (bâtiment aujourd'hui détruit).